# Inisfallen annalerne
Inisfallen annalerne (irsk: Annála Inis Faithlinn) er en krønike fra Irlands middelalderhistorie.

## Oversigt
Der er mere end 2.500 poster, der spænder over årene mellem 433 og 1450. Manuskriptet menes at være kompileret i 1092, da krøniken er skrevet af en enkelt skribent indtil det tidspunkt, men opdateret af mange forskellige hænder derefter. Den blev skrevet af munkene i Innisfallen Abbey, på Innisfallen Island på Lough Leane, nær Killarney i Munster, men gjorde brug af kilder skrevet i forskellige centre omkring Munster samt en gruppetekst  fra klosteret  Clonmacnoise af den hypotetiske Irlandskrøniken.
De kronologiske indtastninger i manuskriptet indeholder en kort, fragmenteret fortælling af historien om det  førkristne Irland, kendt som præ-Patrician sektion, fra Abrahams tid til ankomsten af Saint Patrick i Irland. Dette har mange elementer til fælles med Lebor Gabála Érenn  (Bogen om erobringen af Irland).
Annalerne er nu opbevaret i Bodleian Library i Oxford. I 2001 opfordrede Brian O'Leary, en Fianna Fáil-rådmand i Killarney, til at annalerne skulle returneres til byen. Selvom det nogle gange blev udlånt til Irland, forbliver det i Oxford.